# Betty McKinnon
Elizabeth L. McKinnon, detta Betty (13 gennaio 1925 – 24 giugno 1981), è stata una velocista australiana, vincitrice della medaglia d'argento nella staffetta 4×100 m alle Olimpiadi di Londra 1948 in squadra con Shirley Strickland, June Maston e Joyce King.